# 埃德蒙·勒德洛
埃德蒙·勒德洛（英語：Edmund Ludlow，1617年—1692年），是英国斯图亚特王朝时期的圆颅党人、新模范军的将领。勒德洛于1646年被选为长期议会的议员，并在内战期间作为新模范军将领同国王作战。1649年英格兰联邦成立后，他参与了克伦威尔征服爱尔兰的行动并担任副总司令。之后由于反对克伦威尔加冕为护国公而下野，直到其去世后才复职。勒德洛在1659年出任爱尔兰总督，他联合查尔斯·弗利特伍德、约翰·兰伯特等将军希望继续维持共和国体制。然而随着乔治·蒙克等实力派人物皆响应斯图亚特王朝复辟，弗利特伍德、兰伯特不久即兵败，勒德洛亦被迫流亡瑞士。